# Динамо (Самарканд)

Логотип клубу в 2000—2008 роках

Старий логотип клубу

Професіональний Футбольний Клуб «Динамо» (Самарканд) або просто «Динамо» (узб. «Dinamo» Samarqand professional futbol klubi) — професійний узбецький футбольний клуб з міста Самарканд. Заснований в 1960 році. У сезоні 2022 року братиме участь у Суперлізі чемпіонату Узбекистану.

## Колишні назви
- 1960—1963: «Динамо» (Самарканд)
- 1963—1967: «Спартак» (Самарканд)
- 1967—1968: «Согдіана» (Самарканд)
- 1968—1970: ФК «Самарканд»
- 1970—1976: «Спартак» (Самарканд)
- 1976—1991: «Динамо» (Самарканд)
- 1991—1993: «Мароканд» (Самарканд)
- 1993—1997: «Динамо» (Самарканд)
- 1997—1998: «Афросіад» (Самарканд)
- 1998—2000: ФК «Самарканд»
- 2000—2008: ФК «Самарканд-Динамо»
- з 2009: ПФК «Динамо» (Самарканд)

## Історія
Клуб засновано в 1960 році в місті Самарканд. Він доволі часто змінював свої назви. До 1992 року «Динамо» виступало у Другій лізі Чемпіонату СРСР.
В 1992 року клуб під назвою «Мараканд» (Самарканд) дебютував у Вищій лізі Узбекистану. В сезонах 1994 та 1998 років клуб виступав у Першій лізі Узбекистану. В сезоні 2000 року «Динамо» (Самарканд) вийшло до фіналу Кубку Узбекистану і поступилися в фінальному матчі «Дустлику», а в чемпіонаті команда фінішувала на 4-му місці, найвищому за всю історію виступів клубу у Вищій лізі. Загалом цей сезон є найуспішнішим в історії клубу.
У 2007 році «Динамо» зайняло 5-те місце. Найбільше ігор за клуб провів Олег Горвиць, який захищав ворота динамівців протягом багатьох років.
За підсумками дебютного сезону в Суперлізі посів останнє місце та вибув.
Найбільша перемога датується 2000 роком над «Сімургом» з рахунком 8:0, а найбільша поразка — в 1997 році від «Нефтчі» Фергана (0:8).

## Стадіон
Домашня арена клубу — стадіон «Динамо». До 2012 року стадіон був розрахований на 16 000 глядачів, але після капітальної реконструкції місткість скоротили до 13 820 місць. Рекорд відвідуваності встановлений в 1999 році, в грі проти клубу «Дустлик» — понад 43000 уболівальників.

## Досягнення
Чемпіонат Узбекистану:
- 4-те місце: 2000

 Кубок Узбекистану:
- Фіналіст: 2000

 Перша ліга Узбекистану:
- Переможець: 2016
- Срібний призер (3): 1994, 1998, 2021
- Бронзовий призер: 2020

## Статистика виступів

### Чемпіонат СРСР
| Сезон     | Ліга                                               | Місце                            |
| --------- | -------------------------------------------------- | -------------------------------- |
| 1960      | Друга ліга. Клас «Б»: Друга зона Союзних республік | 16-те з 16                       |
| 1961      | Друга ліга. Клас «Б»: Друга зона Союзних республік | 15-те з 16                       |
| 1962      | Не брав участі                                     |                                  |
| 1963      | Друга ліга. Клас «Б»: Друга зона Союзних республік | 12-те з 15                       |
| 1964      | Друга ліга. Клас «Б»: П'ята зона РРФСР             | 6-те з 17                        |
| 1965      | Друга ліга. Клас «Б»: П'ята зона РРФСР             | 15-те з 20                       |
| 1966      | Друга ліга. Клас «Б»: Середня Азія та Казахстан    | 14-те з 19                       |
| 1967      | Друга ліга. Клас «Б»: Середня Азія та Казахстан    | 4-те з 22                        |
| 1968      | Друга ліга. Клас «Б»: Середня Азія                 | 3-тє з 22                        |
| 1969      | Друга ліга. Клас «Б»: Середня Азія                 | 2-ге з 24                        |
| 1970      | Друга ліга. Клас «Б»: Середня Азія                 | 11-те з 18                       |
| 1971—1975 | Не брав участі                                     |                                  |
| 1976      | Друга ліга: Друга зона                             | 19-те з 21                       |
| 1977      | Друга ліга: П'ята зона                             | 15-те з 21                       |
| 1978      | Друга ліга: П'ята зона                             | 19-те з 23                       |
| 1979      | Друга ліга: П'ята зона                             | 7-ме з 24                        |
| 1980      | Друга ліга: Шоста зона                             | 1-ше з 19 (Фінал II — 2-ге з 3)  |
| 1981      | Друга ліга: Шоста зона                             | 2-ге з 21                        |
| 1982      | Друга ліга: Сьома зона                             | 1-ше з 19 (Фінал II — 2-ге з 3)  |
| 1983      | Друга ліга: Сьома зона                             | 3-тє з 21                        |
| 1984      | Друга ліга: Сьома зона                             | 1-ше з 20 (Фінал III — 2-ге з 3) |
| 1985      | Друга ліга: Сьома зона                             | 4-те з 17                        |
| 1986      | Друга ліга: Сьома зона                             | 3-тє з 19                        |
| 1987      | Друга ліга: Сьома зона                             | 4-те з 19                        |
| 1988      | Друга ліга: Сьома зона                             | 14-те з 19                       |
| 1989      | Друга ліга: Сьома зона                             | 13-те з 21                       |
| 1990      | Друга нижча ліга: Дев'ята зона                     | 4-те з 20                        |
| 1991      | Друга нижча ліга: Дев'ята зона                     | 8-ме з 26                        |

### Чемпіонати Узбекистану
| Рік  | Ліга       | Місце | Кубок Узбекистану | Бомбардир                                |
| ---- | ---------- | ----- | ----------------- | ---------------------------------------- |
| 1992 | Вища ліга  | 10    | 1/2 фіналу        | Хамза Джабборов — 17                     |
| 1993 | Вища ліга  | 16    | 1/4 фіналу        | Олександр Бабаян Іззат Файзуллаєв — по 4 |
| 1994 | Перша ліга | 2     | 1/4 фіналу        | Хамза Джабборов — 24                     |
| 1995 | Вища ліга  | 11    | 1/32 фіналу       | Хамза Джабборов — 11                     |
| 1996 | Вища ліга  | 10    | 1/64 фіналу       | Хамза Джабборов — 12                     |
| 1997 | Вища ліга  | 15    | 1/64 фіналу       | Олим Тилляєв — 7                         |
| 1998 | Перша ліга | 2     | 1/16 фіналу       | Тимур Іскандеров — 30                    |
| 1999 | Вища ліга  | 5     | 1/64 фіналу       | Жафар Ірісметов — 19                     |
| 2000 | Вища ліга  | 4     | Фіналіст          | Мухсін Мухамадієв — 26                   |
| 2001 | Вища ліга  | 12    | 1/16 фіналу       | Мухсін Мухамадієв — 15                   |
| 2002 | Вища ліга  | 13    | 1/32 фіналу       | Равшан Базоров — 6                       |
| 2003 | Вища ліга  | 8     | 1/16 фіналу       | Михайло Фомин — 7                        |
| 2004 | Вища ліга  | 13    | 1/32 фіналу       | Аскар Бекназаров — 5                     |
| 2005 | Вища ліга  | 8     | 1/16 фіналу       | Умід Ісаков — 6                          |
| 2006 | Вища ліга  | 8     | 1/16 фіналу       | Баходир Насімов — 9                      |
| 2007 | Вища ліга  | 5     | 1/4 фіналу        | Фарход Таджиєв — 20                      |
| 2008 | Вища ліга  | 6     | 1/4 фіналу        | Ільяс Курбанов — 11                      |
| 2009 | Вища ліга  | 9     | 1/16 фіналу       | Баходир Насімов — 10                     |
| 2010 | Вища ліга  | 12    | 1/4 фіналу        | Жафар Ірісметов — 11                     |
| 2011 | Вища ліга  | 10    | 1/4 фіналу        | Іван Нагаєв — 6                          |
| 2012 | Вища ліга  | 9     | 1/16 фіналу       | Рузимбой Ахмедов — 11                    |
| 2013 | Вища ліга  | 8     | 1/32 фіналу       | Фаррух Шотурсунов — 10                   |
| 2014 | Вища ліга  | 10    | 1/4 фіналу        | Санат Шихов — 7                          |
| 2015 | Вища ліга  | 16    | 1/16 фіналу       | Камолиддін Мурзоєв — 11                  |
| 2016 | Перша ліга | 1     | 1/16 фіналу       | Аміржон Сафаров — 22                     |
| 2017 | Вища ліга  | 12    | 1/2 фіналу        | Аміржон Сафаров — 4                      |
| 2018 | Про-ліга   | 5     | 1/8 фіналу        | Павло Пурішкін                           |
| 2019 | Суперліга  | 14    | 1/16 фіналу       | Кадамбой Нурметов — 5                    |
| 2020 | Про-ліга   | 3     | 1/16 фіналу       | Ойбек Нурматов — 5                       |
| 2021 | Про-ліга   | 2     | 1/8 фіналу        | Рузимбой Ахмедов — 12                    |
| 2022 | Суперліга  |       |                   |                                          |

## Кольори клубу
| Білий | Синій |

## Виробники форми
| 1992—1998 | Reebok |
| 1999—2011 | Adidas |
| 2012—н.в  | Joma   |

## Міжнародні турніри
У 2000 році «Динамо» Самарканд, вийшовши до фіналу Кубку Узбекистану, отримали можливість в сезоні 2000/2001 років взяти участь в Кубку володарів кубків АФК. У першому відбірковому раунді, «Динамо» зустрілася з командою «Небітчі» з Туркменістану і, програвши обидва матчі, вилетіла з турніру.
| Сезон     | Змагання                   | Раунд                 | Суперник | Результат |
| --------- | -------------------------- | --------------------- | -------- | --------- |
| 2000/2001 | Кубку володарів кубків АФК | Західна зона, Раунд-1 | Небітчі  | 4:3, 2:3  |

* Жирним виділено рахунок домашньої зустрічі.

## Адміністрація клубу
| Президент             | Акбар Шукуров       |
| Перший віце-президент | Фірдавс Карімов     |
| Віце-президент        | Вохід Рахімов       |
| Віце-президент        | Файзулла Кувондиков |
| Спорт-директор        | Рустам Істамов      |
| Юрист клубу           | Шавкат Хатамов      |
| Головний лікар клубу  | Євгеній Лагутін     |
| Прес-секретар         | Усмон Ібодов        |

## Відомі гравці

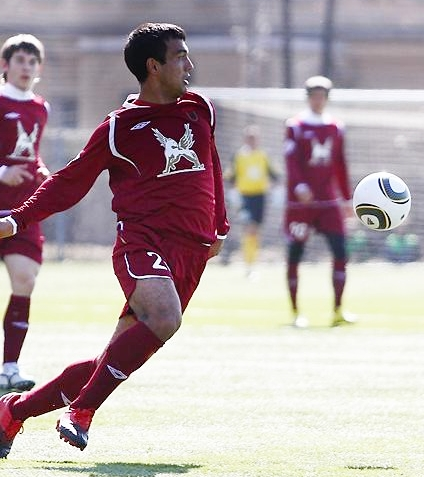
Колишній гравець «Динамо» Баходир Насімов

- Владислав Батурин
- Михайло Булгаков
- Олег Вижа
- Юрій Пудишев
- Олександр Клецков
- Олександр Хвостунов
- Олексій Ніколаєв
- Андрій Акопянц
- Ахрол Рискуллаєв
- Арсор Алікулов
- Баходир Насімов
- Жафар Ірісметов
- Іван Нагаєв
- Ігнатій Нестеров
- Зайниддін Таджиєв
- Фарход Таджиєв
- Улугбек Бакаєв
- Ільхам Юнусов
- Ільхом Шаріпов
- Леонід Кошелєв
- Олег Горвиць
- Олег Шацьких
- Темур Ганієв
- Марат Кабаєв
- Равшан Бозоров
- Равшан Хайдаров
- Сироджиддін Файдієв
- Еркін Бойдуллаєв
- Хамза Дабборов
- Мухсин Мухамадієв
- Рахматулло Файзулов
- Шухрат Джабборов
- Фарход Юлдашев
- Олександр Боліян
- Омар Бердиєв
- Дмитро Пискунов
- Гліб Панфьоров
- Андрій Мельничук
- Андрій Єрохін
- Володимир Кілікевич
- Сергій Грибанов
- Дмитро Сидоренко
- Денис Романенко
- Констянтин Мандриченко
- Микола Риндюк
- Егідіюс Маюс
- Ніколай Чіпєв
- Ельшан Гамбаров
- Карім Ізраїлов
- Евертон Кавальканте
- Девід Онія
- Патрік Умомо Агбо

## Тренери
| Рік              | Тренер               |
| ---------------- | -------------------- |
| 1961             | Олексій Лапшин       |
| 1962—1979        | дані відсутні        |
| 1980—1981        | Берадор Абдураїмов   |
| 1982—1984        | Володимир Десятчиков |
| 1985 (1-ше коло) | Олексій Масесов      |
| 1985—1986        | Микола Кисельов      |
| 1987—1988        | Олександр Іванков    |
| 1989             | Володимир Федін      |
| 1990 (1-ше коло) | Шавкат Ахмеров       |
| 1990 (2-ге коло) | Юрій Мамедов         |
| 1991             | Рустам Істамов       |
| 1992             | Николай Соловьев     |
| 1993 (1-ше коло) | Рустам Істамов       |
| 1993 (2-ге коло) | Владимир Десятчиков  |
| 1994—1997        | дані відсутні        |
| 1998—2000        | Махмуд Рахімов       |
| 2000—2002        | Хакім Файзулов       |
| 2003             | Берадор Абдураїмов   |
| 2004—2006        | дані відсутні        |
| 2007—2008        | Тачмурад Агамурадов  |
| 2008—2010        | Берадор Абдураїмов   |
| 2010—2011        | Віктор Джалілов      |
| 2011—2012        | Ахмад Убайдуллаєв    |
| 2012             | Сергій Арсланов      |
| 2013 (1-ше коло) | Камо Газаров         |
| 2013—2014        | Равшан Хайдаров      |
| 2014—2015        | Тачмурад Агамурадов  |
| 2015             | Бахром Хакімов       |
| 2016             | Учкун Кобілов        |
| 2016             | Ільхом Шаріпов       |

## Найкращий гравець року
З 2007 року на офіційному сайті клубу проводиться опитування для визначення найкращого гравця року.
| 2007 | Фарход Таджиєв     |
| 2008 | Ільяс Курбанов     |
| 2009 | Баходир Насімов    |
| 2010 | Ільхам Югусов      |
| 2011 | Девід Онія         |
| 2012 | Іван Нагаєв        |
| 2013 | Андрій Мельничук   |
| 2014 | Андрій Мельничук   |
| 2015 | Камолиддін Мурзоєв |